# Anastasiya Shevchenko
Anastasiya Alexándrovna Shevchenko –en ruso, Анастасия Александровна Шевченко– (Omsk, URSS, 11 de junio de 1999) es una deportista rusa que compite en biatlón. Ganó una medalla de bronce en el Campeonato Europeo de Biatlón de 2021, en la prueba de velocidad.

## Palmarés internacional
| Campeonato Europeo | Campeonato Europeo       | Campeonato Europeo | Campeonato Europeo |
| Año                | Lugar                    | Medalla            | Prueba             |
| ------------------ | ------------------------ | ------------------ | ------------------ |
| 2021               | Duszniki-Zdrój (Polonia) | Medalla de bronce  | Velocidad          |